# Z premedytacją (serial telewizyjny)
Z premedytacją (ang. Murder in the First) – dramat kryminalny; amerykański serial telewizyjny wyprodukowany przez TNT Original Productions. Twórcami serialu są Steven Bochco i Eric Lodal. Serial był emitowany od 9 czerwca 2014 roku do 4 września 2016 roku  przez stację TNT. 13 września 2014 roku stacja zamówiła 2. sezon serialu. W Polsce serial był emitowany od 6 października 2015 do 22 września 2016 roku przez TNT. 13 listopada 2015 roku stacja TNT zamówiła 3. sezon serialu. 12 października 2016 roku, stacja TNT ogłosiła zakończenie produkcji serialu po 3 sezonie.

## Obsada
- Taye Diggs jako Terry English, detektyw[6]
- Kathleen Robertson jako Hildy Mulligan, detektyw[6]
- Nicole Ari Parker jako Sonia Perez, prokurator okręgowy[7]
- Steven Weber jako Bill Wilkerson[8]
- Tom Felton jako Erich Blunt (sezon 1)[9]
- Raphael Sbarge jako David Molk, inspektor policyjny[10]
- Ian Anthony Dale jako Jim Koto, porucznik, detektyw policyjny specjalizujący się morderstwach[11]
- Richard Schiff jako David Hertzberg
- James Cromwell jako Warren Daniels
- Nicole Ari Parker jako Sonia Perez
- Lombardo Boyar jako Edgar Navarro
- A.J. Buckleya jako Martie Mulligan[12]
- Mateus Ward jako Dustin Maker[13]
- Michael Gaston  jako Fred Arkin (sezon 3)[14]

## Role drugoplanowe
- Currie Graham jako Mario Seletti
- Bess Rous jako Ivana West
- Mimi Kirkland jako Louise Mulligan
- Amanda Schull jako Melissa Danson, asystentka prokuratora generalnego (sezon 3)[15]

## Odcinki
| Sezon | Sezon | Odcinki | Oryginalna emisja | Oryginalna emisja | Oryginalna emisja    | Oryginalna emisja    | Oryginalna emisja |
| Sezon | Sezon | Odcinki | Premiera sezonu   | Finał sezonu      | Premiera sezonu      | Finał sezonu         |                   |
| ----- | ----- | ------- | ----------------- | ----------------- | -------------------- | -------------------- | ----------------- |
|       | 1     | 10      | 9 czerwca 2014    | 11 sierpnia 2014  | 6 października 2015  | 19 października 2015 |                   |
|       | 2     | 12      | 8 czerwca 2015    | 24 sierpnia 2015  | 20 października 2015 | 4 listopada 2015     |                   |
|       | 3     | 12      | 26 czerwca 2016   | 4 września 2016   | 21 lipca 2016        | 22 września 2016     |                   |